# Hedda Sterne
Pour les articles homonymes, voir Sterne.
Hedda Sterne (née Hedwig Lindenberg le 4 août 1910 à Bucarest, en Roumanie, et morte le 8 avril 2011) est une artiste peintre américaine dont on se souvient particulièrement qu'elle est la seule femme figurant sur la célèbre photographie des peintres de l'expressionnisme abstrait appelés "Les Irascibles", publiée par Life en 1951. Elle s'y trouve aux côtés de Jackson Pollock, Willem de Kooning, Barnett Newman, et Mark Rothko, entre autres.
Elle a su maintenir au fil de sa carrière artistique une indépendance de style, préservant ainsi une certaine distance avec le surréalisme et l'expressionnisme abstrait auxquels elle est souvent associée.
En 1944, elle se marie avec Saul Steinberg, artiste américain, dessinateur de presse et illustrateur d'origine roumaine, connu plus tard pour ses dessins publiés dans The New Yorker.
À la fin des années 1940, elle devient membre des "18 Irascibles", un groupe de peintres abstraits protestant contre la politique menée à l'époque par le Metropolitan Museum of Art, et qui posa en 1950 pour une photo qui allait devenir célèbre ; les membres du groupe comprenaient : Willem de Kooning, Adolph Gottlieb, Ad Reinhardt, Hedda Sterne, Richard Pousette-Dart, William Baziotes, Jimmy Ernst, Jackson Pollock, James Brooks, Clyfford Still, Robert Motherwell, Bradley Walker Tomlin, Theodoros Stamos, Barnett Newman, Mark Rothko, Weldon Kees, Fritz Bultman.
Elle meurt le 8 avril 2011 à 100 ans.

## Biographie

### Chronologie
(janvier 2011).
- 1910 - Née le 4 août à Bucarest, Roumanie, de Simon et Eugénie (née Wexler) Lindenberg. Son frère aîné, Édouard Lindenberg, deviendra après la seconde guerre mondiale un chef d'orchestre réputé à Paris.
- 1919 - Son père meurt. Sa mère se remarie avec Leonida Cioară, un partenaire dans les affaires de la famille.
- 1927 - Termine ses études au lycée.
- 1928 - Entre à l'université de Bucarest pour y étudier l'Histoire de l'art et la Philosophie. Au bout d'un an préfère poursuivre seule ses études.
- 1930 - Commence à voyager fréquemment à Paris où elle séjourne par périodes de quatre à six mois. Étudie à l'Académie de la Grande Chaumière, y suit les cours de Fernand Léger et André Lhote. Rencontre des artistes surréalistes grâce à Victor Brauner un vieil ami de sa famille.
- 1932 - Octobre, épouse son ami d'enfance Frederick Stern.
- 1939 - La seconde guerre mondiale éclate.
- 1941 - Réchappe miraculeusement à une rafle et à un massacre de Juifs dans son immeuble à Bucarest, et embarque plus tard du Portugal pour les États-Unis. Novembre, arrive à New York. Rencontre la collectionneuse d'art moderne et galeriste Peggy Guggenheim, qui lui présente de nombreux artistes, et l'écrivain Antoine de Saint-Exupéry avec qui elle se lie d'amitié.
- 1943 - Rencontre le dessinateur Saul Steinberg. Par lui, rencontre l'artiste et marchand d'art Betty Parsons avec qui elle devient amie. Avril, revoit Antoine de Saint-Exupéry une dernière fois, juste avant son retour vers la France.
- 1944 - Divorce de Frederick Stern. Se remarie avec Saul Steinberg. Sterne devient citoyenne américaine.
- 1950 - Citée par Life une des meilleures artistes américaines de moins de 36 ans (numéro du 20 mars). Le 20 mai, cosigne une lettre au président du Metropolitan Museum of Art en protestation contre les choix esthétiques très conservateurs du jury organisant au musée un premier concours de peinture américaine (First U.S. Painting Competition).
- 1951 - 15 janvier, article de Life à propos de cette lettre : les signataires de la pétition y sont surnommés "The Irascibles" ; publication pour la première fois de la fameuse photo des artistes, prise par Nina Leen.
- 1955 - 6 novembre, "La psychologie de l'imagerie dans l'art abstrait aujourd'hui"[4], symposium de la série Four O'Clock Forums traitant d'un aspect important de l'art moderne, débat animé par Hedda Sterne avec les artistes Willem de Kooning, Franz Kline, Augustus Goertz, Basil Cimino, George McNeil, et Seymour Lipton, à la Regina Art Gallery, New York.
- 1960 - Sterne et Steinberg se séparent mais demeurent des amis très proches. Commence à prendre ses distances socialement avec le monde de l'art.
- 1992 - 10 novembre, rencontre le galeriste et marchand d'art français Philippe Briet. Une amitié forte se tisse, conduisant à la réalisation de plusieurs projets, que seule sa mort prématurée interrompra en février 1997.
- 1993 - 5 avril, A Concert for Hedda Sterne: The Bern Nix Trio clôture en présence de l'artiste l'exposition Hedda Sterne à la Philippe Briet Gallery ; concert de Jazz donné par le guitariste Bern Nix, musicien d'Ornette Coleman, et sa formation (William Parker, basse et David Cappello, percussions).
- 1994 - En octobre, Philippe Briet lui présente son ami l'écrivain Michel Butor, étant à l'origine de leur collaboration au livre La Révolution dans l'Arboretum qu'il publiera en septembre 1995.
- 1997 - Une dégénérescence maculaire réduisant son champ de vision oblige Sterne d'arrêter de peindre ; cependant elle continue de dessiner, n'utilisant désormais que seuls des crayons ou pastels noirs, blancs et gris.
- 1999 - 12 mai, décès de son second mari Saul Steinberg.
- 2004 - En décembre, elle est victime d'un accident vasculaire cérébral. Se remet remarquablement bien, mais sa vue baisse considérablement, l'obligeant à arrêter définitivement de pratiquer son art.
- 2011 - Décès à l'âge de 100 ans le 8 avril 2011.

## Œuvres notoires
- New York VIII, 1954 - The Museum of Modern Art, New York.
- Violin Lesson, 1944 - Carnegie Museum of Art, Pittsburgh.
- Machine 5, 1950 - Krannert Art Museum and Kinkead Pavilion, University of Illinois à Urbana-Champaign.
- Tondo #22, 1953 - Illinois State Museum.
- Third Avenue El, 1952-53 - The Metropolitan Museum of Art, New York.
- New York No. 1, 1954 - Toledo Museum of Art.
- New York, N.Y., 1955 - Whitney Museum of American Art, New York.
- New York, 1956 - Institut d'art de Chicago.
- Barnett Newman, 1952 - The Frances Lehman Loeb Art Center, Vassar College, NY.
- Diary, 1976

## Expositions personnelles
- 1945 - Wakefield Gallery, N.Y.
- 1946 - Hedda Sterne, Mortimer Brandt Gallery, New York (28 janvier - 9 février).
- 1947 - Betty Parsons Gallery, '48, '50 '53, '54, '57, '58, '61, '63, '66, '68, '70, '74, '75, '78
- 1953 - Hedda Sterne, Galleria dell'Obelisco, Rome (14 avril - mai), '61
- 1953 - Hedda Sterne, musée d'art de São Paulo, Brésil (18 septembre - octobre).
- 1956 - Vassar College, NY.
- 1956 - Exhibition of Paintings Hedda Sterne, Saidenberg Gallery, New York (13 février - 24 mars).
- 1968 - Rizzoli Gallery
- 1968 - Hedda Sterne - Drawings and Selected Prints, Benson Gallery, Bridgehampton, Long Island, NY (2 - 11 juin).
- 1971 - Everyone, Sneed Gallery, Rockford, Illinois (juin).
- 1973 - Hedda Sterne, Hunterdon Art Center, Clinton, New Jersey (11 février - 11 mars).
- 1973 - Upstairs Gallery, East Hampton, NY.
- 1973 - Hedda Sterne: Recent Paintings, Rush Rhees Art Gallery, University of Rochester, NY (26 novembre - 15 décembre).
- 1975 - Hedda Sterne: Portraits, Lee Ault & Company, New York (15 octobre - 8 novembre).
- 1975 - Hedda Sterne: Selected Drawings 1970-1975, Fairweather Hardin Gallery, Chicago, Illinois (4 novembre - 6 décembre).
- 1977 - Hedda Sterne: Retrospective, Montclair Art Museum, Montclair, New Jersey (24 avril - 26 juin).
- 1980 - Hedda Sterne: Paintings Done in East Hampton, 1967-80, ICL Gallery, East Hampron, NY (1 - 23 juin).
- 1982 - Hedda Sterne: a painting life, CDS Gallery, New York (17 mars - 12 avril).
- 1984 - Hedda Sterne: Reflections, CDS Gallery, New York (8 - 31 mars).
- 1985 - Hedda Sterne: Forty Years, rétrospective, Queens Museum of Art, New York (2 février - 14 avril).
- 1987 - Hedda Sterne: New Paintings, CDS Gallery, New York (7 - 30 mai).
- 1990 - Hedda Sterne, CDS Gallery, New York (6 - 27 janvier).
- 1993 - Hedda Sterne, Philippe Briet Gallery, New York (23 janvier - 27 février).
- 1995 - Hedda Sterne, CDS Gallery, New York (18 février - 31 mars).
- 1998 - Hedda Sterne : dessins [1939-1998], hommage de Jean-Marie Girault et la ville de Caen à Philippe Briet, Bibliothèque municipale, Caen (1 - 30 avril).
- 2000 - Hedda Sterne: a collection of wordless thoughts, CDS Gallery, New York (23 septembre - 30 décembre).
- 2004 - Hedda Sterne: Ghosts from then and now, CDS Gallery, New York (6 mars - 30 avril).
- 2006 - Uninterrupted Flux: Hedda Sterne, a retrospective, Krannert Art Museum and Kinkead Pavilion, université de l'Illinois à Urbana-Champaign (21 janvier - 26 mars).
- 2006 - Hedda Sterne: Paintings and Drawings, CDS Gallery, New York (28 janvier - 25 mars).
- 2007 - Uninterrupted Flux: Hedda Sterne, a retrospective, University of Virginia Art Museum, Charlottesville, Virginie (12 janvier - 11 mars).
- 2008 - Drawing Friends: Hedda Sterne's Portraititis, Montclair Art Museum, Montclair, New Jersey (3 février - 20 avril).
- 2008 - Sterne and Steinberg: Critics Within, The Menil Collection, Houston, Texas (23 mai - 17 août).

## Expositions de groupe (sélection)
- 1943 - Exhibition of 31 Women, Art of This Century gallery, New York.
- 1949 - Whitney Museum Annual, '59, '67
- 1951 - Los Angeles County Museum.
- 1951 - Third Tokyo International Art Exhibition.
- 1954 - Institut d'art de Chicago Annual, '55, '57, '60, '61
- 1955 - Janicki - Sterne - Glasco, The Arts Club of Chicago (2 - 26 février).
- 1955 - 50 ans d'art aux États-Unis : collections du Museum of Modern Art, Musée d'Art Moderne, Paris.
- 1955 - Corcoran Gallery Annual, Washington, '56, '58, '63
- 1955 - New Decade Show, Whitney Museum of American Art
- 1955 - Carnegie International, '58, '61, '62, '64
- 1955 - Rhode Island School of Design, '56
- 1956 - American artists paint the city[5], œuvres assemblées par Katharine Kuh, exposition organisée par l'Institut d'art de Chicago, section américaine, XXVIIIe Biennale de Venise.
- 1956 - Smithsonian Institution
- 1956 - "American Artists Paint the City", Institut d'art de Chicago.
- 1957 - "American Painting", Minnesota Institute of Art.
- 1958-59 - "Contemporary American Paintings", American Federation of Arts, University of Iowa.
- 1960 - Mexico City Biennial
- 1961 - Painting & Sculpture, Institut d'art de Chicago.
- 1962 - Four American Painters, Molton Gallery, Londres.
- 1964 - Cincinnati Art Museum
- 1964 - The Work of Art, Das Kunstwerk.
- 1966 - Heron Museum of Art.
- 1969 - Phillips Collection, Westmoreland Museum.
- 1971 - Artists of the Region, an invitational exhibition: Hedda Sterne Ibram Lassaw, Museum Section/Guild Hall, East Hampton, NY (24 juillet - 11 août).
- 1971 - "Artists at Work", Finch College.
- 1972 - Then & Now, Guild Hall, East Hampton, NY.
- 1971 - "Drawings USA/71", Minnesota Museum of American Art, Saint Paul.
- 1971 - Heckscher Museum, Huntington, N.Y.
- 1977 - "International Artists", Palm Springs Museum, Californie (20 septembre - 15 novembre).
- 1978 - "Drawing The Line", Montclair Art Museum, New Jersey (22 janvier - 19 mars).
- 1983 - Betty Parsons Gallery, New York (25 mai - 18 juin). (Avec entre autres Minoru Kawabata
- 1988 - The Irascibles, exposition organisée par Irving Sandler, CDS Gallery, New York (4 - 27 février).
- 1993 - Arman, Pierre Boudreau, Michel Butor, Beauford Delaney, Charles LaBelle, Marie-Thérèse Laroque, Paul Rebeyrolle, Hedda Sterne, Viswanadhan, Jeffrey Wasserman, Philippe Briet Gallery, New York (juin).
- 1994 - Singuliers de l'art et Art brut, Galerie 1900 • 2000 et Galerie de Poche, Paris (mars).
- 1994 - Le Temps d'un dessin, galerie de l'École des beaux-arts, Lorient, commissaire de l'exposition Philippe Briet, dessins de 86 artistes vivant aux États-Unis (16 mars - 6 avril).
- 1994 - Art and the New Novel, exposition incluant les pages manuscrites du texte de Michel Butor La Révolution dans l'Arboretum ainsi que des dessins de l'artiste choisis par l'auteur, Arnot Art Museum, Elmira, NY (16 septembre - 30 octobre).
- 1995 - Hedda Sterne: New Paintings, CDS Gallery, New York.
- 1997 - Art of This Century: The Women, Pollock-Krasner House and Study Center, East Hampton, NY.
- 2007 - Philippe Briet : Art, Art, Art, exposition en hommage à Philippe Briet organisée par la région Basse-Normandie, Abbaye-aux-Dames, Caen (25 septembre - 4 novembre).

## Collections
- The Albrecht-Kemper Museum of Art, Saint Joseph, Missouri.
- Albright-Knox Art Gallery, Buffalo.
- Institut d'art de Chicago
- The Baltimore Museum of Art
- Carnegie Museum of Art, Pittsburgh.
- Chase Manhattan Bank, New York.
- Childe Hassam Purchase, American Academy of Arts, New York.
- Detroit Institute of Arts, Michigan.
- Inland Steel Company, Chicago.
- Joseph H. Hirshhorn Museum and Sculpture Garden, Smithsonian Institution, Washington.
- Krannert Art Museum and Kinkea Pavilion, University of Illinois, Urbana.
- Los Angeles County Museum of Art, Los Angeles.
- The Menil Collection, Houston, Texas.
- The Metropolitan Museum of Art, New York.
- Minnesota Museum of American Art, Saint Paul.
- Montclair Art Museum, Montclair, New Jersey.
- Museum of Contemporary Art, SanDiego, Californie.
- The Museum of Modern Art, New York.
- Palm Springs Desert Museum, Californie.
- Pennsylvania Academy of the Fine Arts, Philadelphie (Pennsylvanie).
- Queens Museum of Art, New York.
- The Rockefeller Institute, New York.
- University of Nebraska Art Gallery, Lincoln (Nebraska).
- Toledo Museum of Art, Toledo (Ohio).
- U.S. Department of State (Office of Finance)
- Virginia Museum, Richmond.
- Whitney Museum of American Art, New York.

## Livres
- Hedda Sterne, Forty Years : Queens Museum of Art, catalogue d'exposition. (Flushing, N.Y. : The Museum, 1985) (Worldcat link[6]: OCLC 12215770)
- Michel Butor; Hedda Sterne, La Révolution dans l'Arboretum (New York : Philippe Briet Editions, 1995). Quatre poèmes de Michel Butor écrits pour Hedda Sterne, et quinze dessins de Hedda Sterne choisis par Michel Butor extraits quatre séries. Tiré à 500 exemplaires, cet ouvrage a été imprimé en mai 1995 à Albuquerque, au Nouveau-Mexique. Les quinze planches en couleur sont de la même dimension que les dessins originaux. Les douze folios sont réunis dans un boîtier blanc fabriqué à Phoenix, en Arizona.
- Eleanor C Munro. Originals: American women artists (New York : Da Capo Press, 2000) (Worldcat link[7])  (ISBN 0-306-80955-9 et 978-0-306-80955-2)
- Hedda Sterne; Sarah L Eckhardt; Josef Helfenstein; Lawrence Rinder; Krannert Art Museum; University of Virginia. Uninterrupted flux : Hedda Sterne, a retrospective. (Champaign, Ill. : Krannert Art Museum and Kinkead Pavilion, 2006) (Worldcat link[8])  (ISBN 1-883015-37-5 et 978-188301537-4)
- Dore Ashton; Jean-Marie-Girault; Philippe Briet, Hedda Sterne : Dessins [1939 - 1998], catalogue d'exposition (Caen : Bibliothèque Municipale, Ville de Caen, 1998). Dépôt légal 687.
- Marika Herskovic, New York School Abstract Expressionists Artists Choice by Artists[9] (New York School Press, 2000.)  (ISBN 0-9677994-0-6). p. 38